# Нечкау
Нечкау (нем. Netzschkau) — город в Германии, в земле Саксония. Подчинён земельной дирекции Хемниц. Входит в состав района Фогтланд. Население составляет 4152 человека (на 31 декабря 2010 года). Занимает площадь 12,52 км². Официальный код — 14 1 78 400.
Город подразделяется на 6 городских районов.

## Известные уроженцы и жители
- Ценнер, Фриц (1900—1989) — немецкий художник. Один из членов возникшего в Германии в начале XX века объединения «Новая вещественность».

## Достопримечательности
- Виадук Гёльчтальбрюкке (нем. Göltzschtalbrücke) — самый большой в мире кирпичный виадук, а также является самым крупным кирпичным мостом в мире.